# Pietro Sarzano
Pietro Sarzano – szermierz reprezentujący Królestwo Włoch, uczestnik letnich igrzysk olimpijskich w Londynie w 1908 roku.